# وحدة تنسيق أعمال الحكومة في المناطق (إسرائيل)

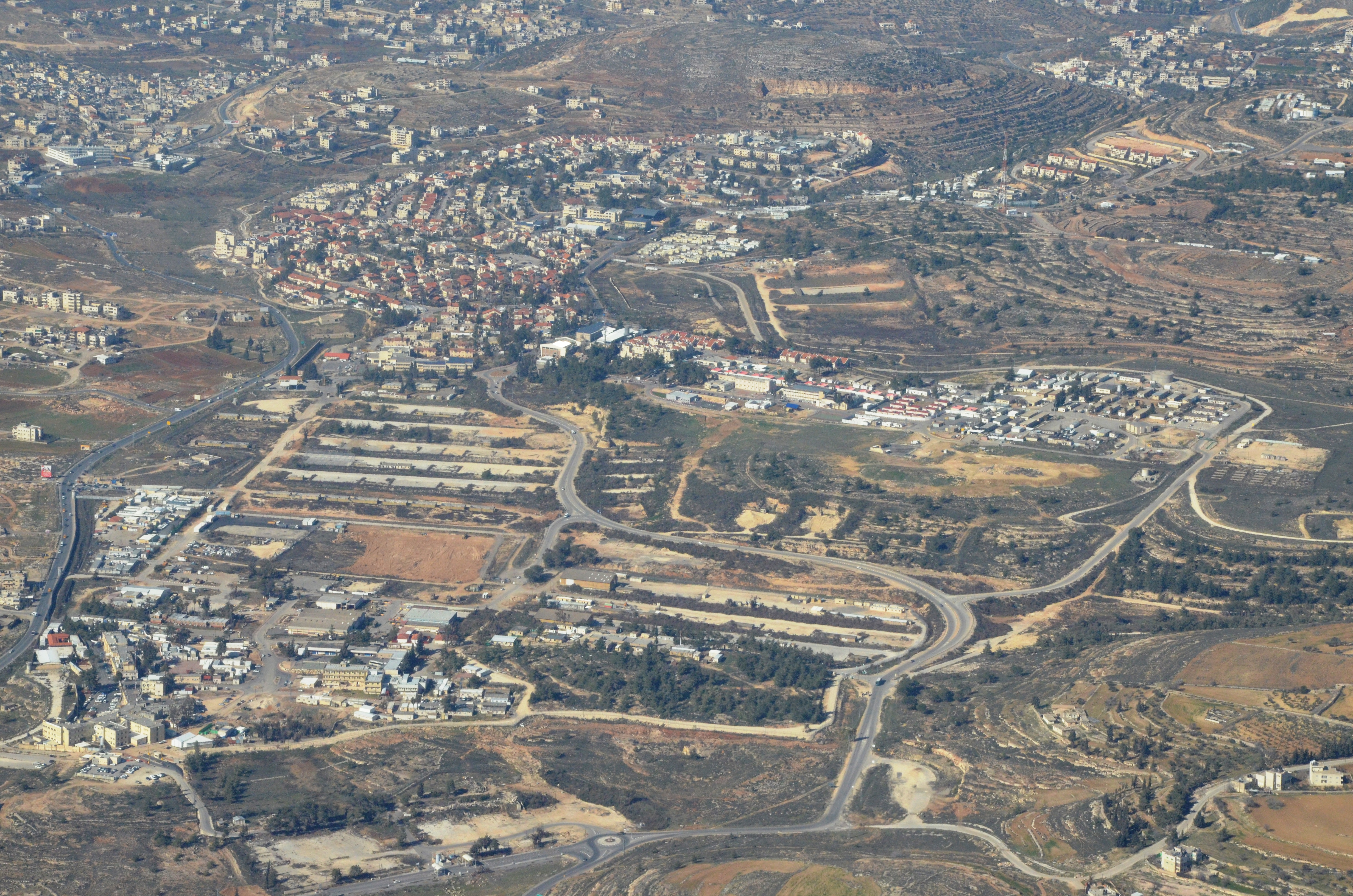

مكتب تنسيق الحكومة في المناطق هي التسمية الإسرائيلية الرسمية لوحدة في وزارة الدفاع الإسرائيلية التي تشتغل بتنسيق الشؤون المدنية في «المناطق» والتي تقصد بها السلطات الإسرائيلية «الضفة الغربية وقطاع غزة». الوحدة تنسق بين الحكومة الإسرائيلية والجيش والمنظمات الدولية ومنظمات حقوق الإنسان والسلطة الفلسطينية. قائد الوحدة هو اللواء إيتن دنجوط. وقد أنشئت في عام 1981 والاختصاصات على المناطق المدنية انتقلت إليها بينما الاختصاصات الأمنية تبقى في القيادة الوسطية.

## أدوار الوحدة
- إدارة التنسيق والاتصال في منطقة قطاع غزة: تمثيل مكتب منسق الأنشطة الحكومية التي تربط ببن وحدة تنسيق للحكومة في الأراضي والجيش الإسرائيلي وبين سكان فلسطينيين وممثلي السلطة الفلسطينية. تقع الإدارة في منطقة قطاع غزة في الجانب الشمالي في الحدود مع القطاع في معبر "ايرز". قائد الإدارة هو ضابط برتبة عقيد
- الإدارة المدنية: القيادة أنشئت في عام 1981 ودورها هو إدارة العمليات غير العسكرية الإسرائيلية في الضفة الغربية. تحت سيطرة القيادة المدنية إضافة إلى إدارات التنسيق والاتصال في جنين ونابلس ورام الله ومنطقة القدس وبيت لحم والخليل وأريحا وكذلك إدارة تنسيق واتصال «أفريم» المسؤولة عن قلقيلية وطولكرم. قائد الإدارة المدنية هو العميد يواب (فولي) مردخاي.
- شعبة العلاقات الخارجية والمنظمات الدولية: الشعبة التي أنشئت في مرمى تنسيق ومساعدة الهيئات الأجنبية مثل السفارات ومكاتب تمثيلية ومنظمات الأمم المتحدة والمنظمات غير الحكومية. تنسق الشعبة عبور مساعدات إنسانية مثل الغذاء والدواء والمعدات الطبية والملابس وكما ذلك المركبات والمعدات والكتب ولعب أطفال.
- شعبة التنسيق الأمني: مسؤولة عن تنسيق أمام الأجهزة الأمنية الفلسطينية.
- شعبة الاقتصاد: مسؤولة عن تنسيق التحركات الاقتصادية والمسائل الاقتصادية الفلسطينية امام مكاتب الحكومة الإسرائيلية وامام الأجهزة الفلسطينية.
- شعبة البنية التحتية: تنسيق عمليات البنية التحتية مثل المياه والصرف الصحي والكهرباء والاتصالات والبناء وغيرها، بما في ذلك بناء الجدار الأمني.
- مدرسة التنسيق والاتصال: يدرس الجنود والضباط في الوحدة اللغة العربية المنطوقة في الوحدة وغيرها من الهيئات الأخيرة في الجيش.